# Antonia Jacinta de Navarra

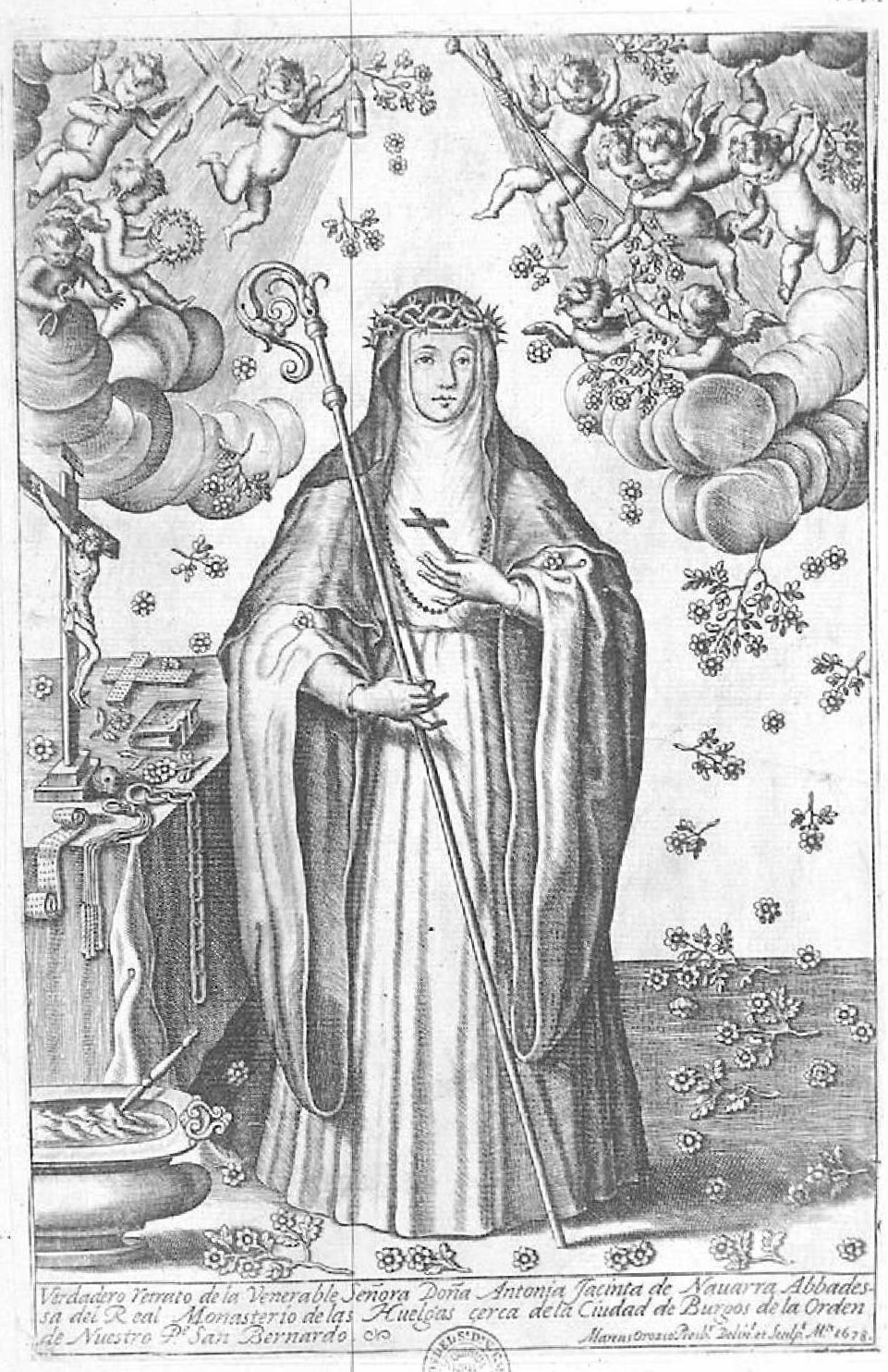
Marcos Orozco, retrato de Antonia Jacinta de Navarra. 1678. Grabado, talla dulce. Inscripción: «Verdadero retrato de la venerable Señora Doña Antonia Jacinta de Navarra Abbadessa del Real Monasterio de las Huelgas cerca de la Ciudad de Burgos de la Orden de Nuestro P^{e}. San Bernardo». Biblioteca Nacional de España.

Antonia Jacinta de Navarra y de la Cueva (Pamplona, 10 de diciembre de 1602-Monasterio de las Huelgas (Burgos), 24 de agosto de 1656) fue una monja cisterciense española, escritora mística y abadesa del Monasterio de Santa María la Real de las Huelgas. Hija de Felipe de Navarra, caballero de la Orden de Santiago y de Mariana de Aponte y Mendoza, descendía de Carlos III de Navarra.
Según la autobiografía que dejó escrita por mandato de sus confesores, publicada póstumamente por el padre Juan Saracho en 1678 y reimpresa con añadidos por José Moreno Curiel en 1736, con seis años ya sentía grandes deseos de ser religiosa aunque sus padres, de aristocrática familia navarra, no la educaban para ello. Con siete años y siete meses fue llevada a las Huelgas donde aprendió a leer en las vidas de los santos. No gastaba el tiempo en juguetes de niñas, por el gran deseo que tenía de que la viesen como mujer mayor, componía altares y se inició en prácticas devocionales. Con doce años más o menos, declaraba, se comenzó a distraer por la lectura de libros profanos y «andar en Comedias y disfraces». Cuando para participar en alguna función se vestía de seglar, luego le costaba volverse a poner el hábito, pues dos compañeritas que tenía, que aspiraban al matrimonio, le decían que le sentaban mejor las galas mundanas. Supo, además, que sus padres la destinaban a menina de la reina, todo lo cual la traía desvanecida. Con catorce años llegó a aborrecer el coro y cayó en pesadumbres y melancolías, deseosa de servir a Dios al tiempo que topaba dificultades para alcanzar sus deseos, que creía podría alcanzar mejor haciéndose carmelita, y así con quince años leyó el libro de la santa madre Teresa de Jesús, sin acabar de encontrar enmienda a sus devaneos. En cierta ocasión pidió un libro de caballerías, «porque estos, y otros de mil profanidades leía continuamente, lo qual me hizo harto mal», y le dieron una vida de san Bernardo en la que leyó que nadie que muriese bajo su regla se condenaría lo que le bastó para desengañarse de las glorias del mundo.
Cerca de cumplir los diecisiete años, atormentada por las tentaciones contra las que luchaba, un día de gran confusión en que no había podido siquiera completar un avemaría, recibió la primera visión de Cristo, que se le presentó de noche en la forma «como de unas pinturas que hazen, de quando Resucitó, muy gloriosas, sino que esto otro era como de lo vivo a lo pintado».
Se dio por entonces a la oración mental y la práctica de la penitencia, sin acostarse las noches de los viernes, que pasaba de rodillas orando. En ese estado vio a Jesús en gran majestad, sentado en un trono con un alma en los brazos y a su lado un ángel con una pesada cruz. Luego el ángel se le acercó y entendió ella que Jesús quería que fuese por el camino de los muchos trabajos y sufrimientos, dándole fortaleza para ello. También los viernes solía pasar tres horas con los brazos en cruz y, después de hacer la profesión, el 4 de febrero de 1618, comenzó a sentir dolores en manos y pies, dolores que fueron en aumento hasta hacerle perder los sentidos los viernes a las doce de la noche hasta el mediodía del sábado, durante trece semanas seguidas y luego permanentemente. Otro viernes sintió que con una flecha de amor le atravesaba el Señor el corazón. Otra vez, en la fiesta de san Juan Evangelista, Jesús se le puso en los brazos como un cordero.
Otras visiones tuvo en el interior de su alma, unas veces perdidos los sentidos y otras estando en ellos —de los que desconfiaba— o en estado de trance, que no sabía explicar si era con los sentidos o sin ellos, como cuando Cristo se le representó «como quando le pintan en un lagar, o pila grande, saliéndole sangre de las cinco llagas», y vio que toda esa sangre iba a su corazón y que un ángel se lo sacaba y lo lavaba con aquella sangre y lo volvía luego a meter más puro que el sol. En otras ocasiones era santa Inés quien se le aparecía, o el coro de los mártires encabezado por san Lorenzo. Además de los viernes, caía en trance con cada comunión que hacía, frecuentemente enfermaba, abadesa y confesores discutían sobre lo que había de comer y si la hacían comer carne vomitaba. Con todo esto el monasterio andaba revuelto y a finales de 1619, cuenta, una religiosa, porque así se lo había mandado un crucifijo, le dijo a la abadesa perpetua, que era su tía Ana de Austria, que debía ser conjurada. Cayó luego en grave enfermedad y se hicieron los conjuros por dos frailes franciscanos.
Además de estigmas en manos, pies y costado, en la cabeza se le abrieron heridas en forma de corona de las que en ocasiones manaba sangre en abundancia y en otra ocasión aparecía toda ella cubierta de milagrosas flores. Continuamente veía al demonio, que en una ocasión intentó arrojarla por un balcón —y fue salvada por su ángel de la guarda— o lo ve esparciendo fuego por el monasterio. Los viernes se le representaba con detalle la pasión de Cristo. No comía carne ni apenas otra cosa que caldo y verduras y aun de eso hacía largos ayunos. Y en más de una ocasión se la someterá a examen, por la abadesa o por los confesores, porque entre sus compañeras de religión no faltaban las que la acusaban de ilusa o de soberbia, o de que ella misma se hacía las heridas con cristales, por lo que la superiora, buscando señales, la cortó una vez el cabello. No había cumplido aún los veinte años.
El 18 de agosto de 1622, según anotó en su biografía con precisión, estando arrobada, vio cómo Jesús tras la flagelación, cuando arrastrándose recogía sus ropas, recibió de un soldado un fuerte puñetazo en la boca y sangró abundantemente. Luego Jesús, reprendiéndola, le dijo que eso lo sufría por haber hablado ella de cosas interiores con una religiosa y roto el silencio, por lo que se vio privada del habla, excepto en el coro y el confesonario durante unas semanas. Se recrudecieron entonces las acusaciones contra ella.
En 1623 una comisión la examinó por los estigmas y éxtasis que decía recibir cada viernes, condenando sus afirmaciones. Ella misma lo relató en carta a su confesor de entonces. En su sentencia, declarada ilusa, lo primero que establecieron los examinadores, consultado el padre Luis de la Puente, fue que se le quitase el confesor y buscase otro con mayor experiencia, más letrado, más espiritual, «y sobre todo, rígido». En adelante lo será el obispo auxiliar de Burgos. Ordenaban también que se le quitase su amiga y ocupase en alguna cosa, porque no estuviese ociosa; que se le moderase la oración; que se quemasen todos sus escritos y los viernes, aunque fuese a rastras, no se la permitiese quedarse en su celda; que en todo se acomodase al modo de vivir de las otras religiosas y que no se le permitiese hablar de revelaciones con nadie, mas que no era causa de Inquisición, pues era ilusa sin culpa y «que si me remediaban estaba apta para gran santidad, por la mucha penitencia, y deseos que en mi veían».
Se le cerraron luego las llagas, pero no cesaron las visiones, arrobamientos y pérdidas del sentido los viernes por la noche, cuando se le representaba la pasón detalladamente. El 5 de abril de 1624 fue santa Hildegarda de Bingen quien se le presentó ceñuda y le reprochó las comodidades. Se le aparecen san Juan Evangelista encomendándola que medite mucho sobre la pasión o el propio Cristo en forme de pelicano envuelto en llamas de caridad. La noche del viernes 9 de septiembre de 1627 tiene conocimiento de que son 48 000 las gotas de sangre vertidas por Cristo en su pasión y ella desea hacer otras tantas mortificaciones en reverencia de ellas y hace muchas. También recibe visiones de Alfonso VIII, fundador del monasterio y enterrado en él, para agradecerle las gestiones que por su beatificación hacía la abadesa Ana de Austria.
En 1632 cesaron los arrobos y comenzó a llevar lo que el padre Saracho calificó de «vida común, sin exterioridades, no sin trabajos». En 1642 la hicieron sacristana del monasterio, ocupación incompatible con los recogimientos de los viernes, que hubo de abandonar. Desde ese puesto y recurriendo a su poderosa familia contribuyó a alhajar el monasterio. Plenamente integrada en la vida monástica, en 1653 fue elegida abadesa, siendo preciso vencer algunas resistencias, tanto suyas como de algunas religiosas de la comunidad que la recordaban como ilusa y sin experiencia de gobierno. Falleció, poco después de concluir su trienio de abadesa, el 24 de agosto de 1656, entre las cuatro y las cinco de la tarde. El 25, dice Saracho, tenía el rostro como si siguiese viva y la abadesa quiso que fuese retratada, para que quedase viva «en la memoria de los tiempos», pero apenas empezó el pintor su trabajo el rostro se desfiguró, por ser cosa de vanidad, y no pudo ser pintado sino de memoria y por algunos recuerdos. En realidad ya había sido retratada en vida por Diego de Leiva, como consta por el inventario de los bienes del pintor fechado en 1634, cuando ingresó en la cartuja, en el que se hacía constar la deuda que con él tenía doña María de Mendoza por el valor de dos retratos de la monja, uno en pie (de cuerpo entero) y otro pequeño en lienzo «que se fue a hazer a las huelgas para hazer el grande».
Algunos capítulos de su Vida, en los que trataba de experiencias místicas, habían salido publicados aún en vida de la monja y sin atribuirlos a su nombre en Valladolid en 1635, en el tratado titulado Los diálogos de Cristo con el alma de su esposa, incluido dentro de la Suma espiritual del jesuita Gaspar de la Figuera, que había sido un tiempo confesor de Antonia Jacinta. Varias veces reimpreso de forma anónima e independiente de la Suma de Figuera, en 1701 salió en Sevilla con el título Tratado de las espinas del espíritu, en que se nos dan saludables avisos para discernir y conocer los más íntimos sentimientos..., que, traducido al italiano, en 1748 se publicó a nombre de san Juan de la Cruz. Una nueva publicación en Madrid, en 1848, atribuía ya una parte de esos diálogos a Antonia Jacinta, asignando todavía el segundo al carmelita.
Según Llaquet de Entrambasaguas, Palafox, que decía no haber encontrado otra vida tan llena de maravillas, llegó a incoar el proceso de beatificación en Roma, aunque no obtuvo resultado.